# Santos Pedro y Pablo en Vía Ostiense (título cardenalicio)
Santos Pedro y Pablo en Vía Ostiense es un título cardenalicio de la Iglesia Católica. Fue instituido por el papa Pablo VI en 1965 con la constitución apostólica Cum Nobis esset.

## Titulares
- Franjo Šeper (5 de febrero de 1965 - 30 de abril de 1981)
- Ricardo Vidal (25 de mayo de 1985 - 18 de octubre de 2017)
- Pedro Barreto (28 de junio de 2018 - actual)